# Diplazium halimunense
Diplazium halimunense är en majbräkenväxtart som beskrevs av Praptosuwiryo.
Diplazium halimunense ingår i släktet Diplazium och familjen Athyriaceae. Inga underarter finns listade i Catalogue of Life.